# Séglien
 Séglien  (en bretón Seglian) es una población y comuna francesa, situada en la región de Bretaña, departamento de Morbihan, en el distrito de Pontivy y cantón de Cléguérec.

## Demografía
| 1299 | 1115 | 902 | 804 | 724 | 709 |
| Para los censos de 1962 a 1999 la población legal corresponde a la población sin duplicidades (Fuente: INSEE [Consultar]) |      |     |     |     |     |